# Il Risorgimento (Turin)
Pour les articles homonymes, voir Il Risorgimento.
Il Risorgimento est le nom d'un quotidien politique publié à Turin au XIXe siècle.

## Histoire
Il est fondé par Camillo Cavour et Cesare Balbo en décembre 1847. Ses principaux collaborateurs sont Roberto d'Azeglio, P.C. Boggio, Michelangelo Castelli (it), F. Cordova et G. Torelli. En décembre 1852, il paraît pour la dernière fois.